# Piece of Mind (ER)
Piece of Mind is de tiende aflevering van het zevende seizoen van de televisieserie ER, die voor het eerst werd uitgezonden op 4 januari 2001.

## Verhaal
Dr. Greene ondergaat een hersenoperatie in New York waar zijn hersentumor wordt verwijderd. Dr. Corday wijkt niet van zijn zijde en na afloop is de hersenchirurg positief over het resultaat.
Een vader krijgt met zijn zoon een auto-ongeluk, hij is niet bezorgd over zijn eigen verwondingen maar maakt zich zorgen over zijn zoon. Zijn zoon blijkt niets ernstigs te hebben, maar zelf krijgt hij complicaties en moet met spoed geopereerd worden.

## Rolverdeling

### Hoofdrollen
- Anthony Edwards - Dr. Mark Greene
- Christine Harnos - Jennifer Greene
- Noah Wyle - Dr. John Carter
- Laura Innes - Dr. Kerry Weaver
- Alex Kingston - Dr. Elizabeth Corday
- Paul McCrane - Dr. Robert Romano
- Goran Višnjić - Dr. Luka Kovac
- Michael Michele - Dr. Cleo Finch
- Erik Palladino - Dr. Dave Malucci
- Ming-Na - Dr. Jing-Mei Chen
- Eriq La Salle - Dr. Peter Benton
- Sam Anderson - Dr. Jack Kayson
- Robert Wisdom - Dr. Hammond
- Chris Sarandon - Dr. Burke
- David Brisbin - Dr. Alexander Babcock
- Mimi Lieber - Dr. Malcolm
- Maura Tierney - verpleegster Abby Lockhart
- Deezer D - verpleger Malik McGrath
- Lily Mariye - verpleegster Lily Jarvik
- Kyle Richards - verpleegster Dori
- Dinah Lenney - verpleegster Shirley
- Betty K. Bynum - ICU verpleegster Claire
- Emily Wagner - ambulancemedewerker Doris Pickman
- Kristin Minter - Randi Fronczak

### Gastrollen (selectie)
- Lynda Boyd - Deborah Harris
- Jared Padalecki - Paul Harris
- James Belushi - Dan Harris
- David Roberson - politieagent Durcy
- E.J. Callahan - dronken man
- Deborah Geffner - Mrs. Street
- Debbie Kary - Mrs. Greene